# Sergiusz Rudnicki
Sergiusz Rudnicki (ukr. Сергій Рудницький) (ur. 25 sierpnia 1961 w Erywaniu) – polski naukowiec, filolog, dziennikarz i działacz społeczny z Żytomierszczyzny, założyciel i przewodniczący Polskiego Towarzystwa Naukowego w Żytomierzu (2000–2006), redakor naczelny Gazety Polskiej (2002–2006).

## Życiorys
W 1986 ukończył filologię rosyjską w Instytucie Pedagogicznym w Żytomierzu, pracę magisterską obronił na temat polskiej leksyki w ukraińskim otoczeniu dialektalnym z uwzględenieniem wpływów rosyjskiego języka literackiego. W latach 1991–1993 kontynuował naukę w tym samym Instytucie na kierunku filologia ukraińska, po czym studiował filologię polską na Uniwersytecie Warszawskim (1993–1995). W październiku 1998 obronił pracę doktorską pod tytułem "Fleksja gwary polskiej wsi Korczunek koło Żytomierza na tle gwar południowokresowych" w Instytucie Slawistyki PAN (stopień magistra nostryfikowany na Ukrainie w 2005).
Po ukończeniu studiów w 1986 zatrudniony jako nauczyciel języka rosyjskiego w Iwanopolu w rejonie cudnowskim na Wołyniu. W 1987 podjął pracę jako asystent Katedrze Języka Rosyjskiego Instytutu Pedagogicznego w Żytomierzu (do 1993). W latach 1998–2000 zatrudniony jako adiunkt w pracowni badań polszczyzny kresowej w Instytucie Slawistyki PAN. Po powrocie na Ukrainę pracował m.in. jako starszy wykładowca Europejskiego Uniwersytetu Zarządzania, Finansów i Systemów Informatycznych w Żytomierzu (do 2003) oraz Uniwersytetu Państwowego w Żytomierzu (od 2003). Obecnie jest pracownikiem naukowym Katedry Filozofii Uniwersytet Państwowy im. Iwana Franki w Żytomierzu. Prowadzi zajęcia z nauk politycznych oraz podstaw państwowej polityki narodowościowej.
Brał udział w licznych konferenacjach naukowych na Ukrainie (Odessa, Żytomierz, Kijów) oraz w Polsce (Warszawa, Lublin, Białystok, Kraków), jak również w seminariach. W 2000 był jednym z założycieli Polskiego Towarzystwa Naukowego w Żytomierzu, którego przewodniczącym pozostawał od 2000 do 2006 (obecnie jest członkiem zarządu). W 2007 pełnił przez kilka miesięcy obowiązki członka Rady Społecznej przy przewodniczącym Żytomierskiej Państwowej Administracji Obwodowej. Od kwietnia 2006 jest ekspertem ds. polityki etnicznej Republikańskiej Sieci Ekspertów.
Publikuje w Dzienniku Kijowskim oraz Gazecie Polskiej, której redaktorem naczelnym był do 2006.

## Publikacje
- "Gwara polska wsi Korczunek koło Żytomierza: fonetyka, fleksja", Towarzystwo Naukowe Warszawskie, Polska Akademia Nauk. Instytut Slawistyki, Warszawa 2000